# Erklärung zum 40. Jahrestag des Elysée-Vertrages
Die  Erklärung zum 40. Jahrestag des Elysée-Vertrages ist eine Absichtserklärung, die verschiedene Staatsziele benennt. Grundlage der Erweiterung ist der seinerzeit geschlossene Élysée-Vertrag.
Hauptsächlich die in Bereich C. des Vertrages aufgestellten Ziele wurden in der Erklärung nochmals präzisiert und auch neue Ziele wurden benannt, z. B. die Ermöglichung einer doppelten Staatsbürgerschaft für diejenigen Bürgerinnen und Bürger, die dies wünschen, sowie eine Harmonisierung im Familien- und Zivilrecht.

## Folgen
Die Absichtserklärung gilt heute als Routine, sie hat eine immer wiederkehrende gemeinsame Sitzung der beiden Parlamente und eine engere Abstimmung in europarechtlichen Fragen zur Folge. Durch den zugrundeliegenden völkerrechtlichen Vertrag haben sich mittlerweile verschiedene bilaterale Räte gegründet, die konkrete Fragen gemeinsame erörtern sollen. Zu nennen wären hierbei der Deutsch-Französische Verteidigungs- und Sicherheitsrat sowie der Deutsch-Französische Finanz- und Wirtschaftsrat.